# 美少女戰士 (第一季)
《美少女戰士》（美少女戦士セーラームーン）是1992年3月7日到1993年2月27日播放的日本動畫作品。

## 概要
本作品的原作是武內直子所執筆的漫畫《美少女戰士Sailor Moon》。由於動畫與漫畫是同時間進行製作的緣故，在設定上有些許的不同。
播出後，富士電視系節目《平成教育委員會》曾經描述本部作品平均11.6%的收視率概況；並且由於動畫版的極高人氣，連帶影響了漫畫版以及續作《美少女戰士R》的第二部故事產生，最後成為了一共五個系列的大作。
本作品的彩色截圖漫畫單行本由講談社發行，授權大然出版社發行台灣中文版。

## 故事背景
很久以前，月球上有一個有人居住的地方，稱為月亮王國，因為月球人比地球人長壽，所以招致地球人妒忌。後來因為太陽黑子活動異常，使強大的邪惡能量美達莉亞女王出現，為了征服地球和月球，美達莉亞女王就依附在貝莉爾女王身上，並且利用地球人妒忌月球人長壽的心，向所有地球人洗腦。美達莉亞女王率領貝莉爾女王以及地球人襲擊月球，還突破了月亮王國的最終防衛線，月球上的四位戰士都戰死，貝莉爾女王妒忌月球人希蕾妮蒂公主與地球人安迪米歐王子一起，決定將他們消滅，安迪米歐王子不敵貝莉爾女王，最後與希蕾妮蒂公主一同死於貝莉爾女王手上。
希蕾妮蒂公主的母親希蕾妮蒂女王見女兒死去，就決定解放銀水晶力量封印美達莉亞女王，同時使月亮王國中死去的人能夠於地球轉生。可是因為希蕾妮蒂女王傷心導致力量不足，使美達莉亞女王得以捲土重來，並成立黑暗王國，目標就是找尋銀水晶，只要銀水晶落入黑暗王國手上，就能夠征服整個地球。

## 故事簡介
故事講述主角月野兔是個個性迷糊懵懂又愛哭的14歲女生，她就讀於十番中學，是中學二年級女生。有天她一如以往的在上學遲到趕路途中，救了一隻額頭上有著月印的黑貓露娜，露娜看著救了她的小兔，似乎有些想法......後來發現阿兔發現露娜是一隻會說人類語言的神奇貓咪，牠讓阿兔有能力變身成為Sailor Moon，負責跟黑月帝國的邪惡勢力作戰，以及肩負著尋找月亮王國的公主的任務。邪惡的黑月帝國領導者貝莉爾女王召喚各種怪物，以便從人類身上吸取能量並輸送給一個名為美達莉亞女王的邪惡實體。他們同樣也在尋找一種稱為「幻之銀水晶」的東西，那種擁有無限力量的晶石。
隨著阿兔與黑暗王國的戰鬥，其他女孩也被喚醒並加入水手服戰士，包括聰明的水野亞美、熱情的火野麗、充滿著浪漫幻想但男孩子氣的木野真琴，以及擁有抱負的偶像派明星愛野美奈子。愛野美奈子的身邊也有一隻會說話的白貓阿提密斯，成為其顧問及合作夥伴。水手服戰士們經常得到神秘的禮服蒙面俠的協助，其真身是大學生地場衛，他後來跟月野兔相戀。
在不斷挫敗黑暗帝國並擊敗其中的幾名將領之後，阿兔覺醒為月亮王國的公主—希蕾妮蒂公主—並得到「幻之銀水晶」。然而，地場衛被黑暗帝國擄去並且被洗腦為他們工作。在古老的月球王國上，水手服戰士們得知她們前世的身分—她們作為希蕾妮蒂公主的守護者及朋友，而希蕾妮蒂公主愛上了一名來自地球的王子安迪米歐（地場衛的前世）。可惜好景不常，黑月帝國的襲擊並摧毀了月亮王國，導致希蕾妮蒂公主、安迪米歐王子及水手服戰士們的死亡。希蕾妮蒂公主的母親—希蕾妮蒂女王—利用銀水晶的力量徹底擊敗美達莉亞女王並結束了戰事。她還利用銀水晶把其女兒及眾人送往未來的地球重生，希望給他們第二次和平的機會。
水手服戰士們最終確定了黑月帝國在北極的據點並前往到那裡。然而，水手服戰士們為保護Sailor Moon免受貝莉爾女王的怪物DD少女組的攻擊而被殺。阿兔得要獨自面對著邪惡的阿衛並且被迫利用銀水晶將他擊倒。然而她對付跟美達莉亞女王融合了的貝爾女王時，Sailor Moon在得到銀水晶的力量以及水手服戰士們精神上的幫助下，順利把貝莉爾女王擊敗。然後，希望眾人都能重新過著正常生活的她，利用銀水晶僅餘的最後一點力量來使水手服戰士們及阿衛得以復活。
地球上的一切都恢復正常，沒有人對這些事情留有任何回憶。

## 主要登場角色
- 月野兔
- 地場衛
- 水野亞美
- 火野麗
- 木野真琴
- 愛野美奈子
- 貝莉爾女王
- 美少女戰士主要角色列表

## 各類技能
| 水手月亮 | - 1.月之冕:攻擊用                           |
| 水手月亮 | - 2.月之冕星塵:淨化用，第5集出現            |
| 水手月亮 | - 3.新月棒－月亮能量升級:淨化用，第25集出現 |
| 水手水星 | - 1.皂泡噴射:幻象，類似海市蜃樓             |
| 水手火星 | - 1.靈魂火焰:攻擊用                         |
| 水手火星 | - 2.惡靈驅散:輔助用                         |
| 水手木星 | - 1.超級雷鳴:攻擊用                         |
| 水手金星 | - 1.新月光束:攻擊用                         |

## 工作人員
| プロデューサー           | 東 伊里弥 |
| 原 作                    | 武內直子（講談社『なかよし』連載） |
| 製作担当                 | 樋口宗久 |
| 音 楽                    | 有澤孝紀 |
| 主題歌 作 詞             | 小田佳奈子、津島義昭、武內直子 |
| 主題歌 作 曲             | 小諸鐵也、佐藤和郎、 |
| 主題歌 編 曲             | 池田大介、佐藤和郎、 |
| 主題歌 歌                | ＤＡＬＩ、高松美砂繪（さくらさくら）、橋本 潮 |
| 主題歌 コーラス          | |
| シリーズディレクター     | 佐藤順一 |
| キャラクターデザイン     | 只野和子（スタジオライブ） |
| 美術デザイン             | 椋尾 篁 |
| 美術監修                 | 窪田忠雄 |
| テレビ朝日プロデューサー | 太田賢司 |
| 制 作                    | テレビ朝日、東映エージエンシー、東映 |
| 脚 本                    | 富田祐弘、柳川 茂、隅沢克之、杉原めぐみ |
| 協 力                    | 青二プロ |
| 作画監督                 | 松下浩美等24人 |
| 系列構成                 | 富田祐弘 |
| 美術相關                 | 鹿野良行等6人 |
| 美術執行                 | 田村晴夫、御園博 |
| 製作執行                 | 本間修等10人 |
| 色彩設定                 | 板坂泰江等5人 |
| 色彩上色                 | 清村忠等9人 |
| 編 集                    | 吉川泰弘（タバック 第1話 - 第6話）→吉川泰弘（第7話 - 第46話）、津留洋子（タバック 第1話 - 第6話）→津留洋子（第7話 - 第46話）                           |
| 錄 音                    | 立花康夫（タバック 第1話 - 第6話）→立花康夫（第7話 - 第46話）、鈴木義和（タバック 第1話 - 第6話）→鈴木義和（第7話 - 第46話）                           |
| 音響効果                 | 今野康之（スワラ 第1話 - 第6話）→今野康之（第7話 - 第46話）、赤平直樹（スワラ 第1話 - 第6話）→赤平直樹（第7話 - 第43話）→鶴田こずえ｛第44話 - 第46話） |
| 選 曲                    | 芽原万起子（スワラ 第1話 - 第6話）→芽原万起子（第7話 - 第46話）                                                                                        |
| 背 景                    | ムクオスタジオ、大河内稔、田尻健一、橋本和幸、椋尾 篁、みにあ〜と                                                                                      |
| 特效効果                 | 山本 公、岡島雄二、千葉 豊 |
| 撮 影                    | 三晃プロダクション、武田純一、松平高吉、石原 清、広川二三男、トランスアーツ                                                                            |
| 現 像                    | 東映化学 |
| 仕 上                    | Ｖ・Ａ・Ｐ、佐久間ヨシ子、星野利仁、高橋眞樹子、スタジオポッケ、宮崎アニメーションスタジオ、スタジオ･マーサ                                            |
| 美術デザイン             | 窪田忠雄 （第1話 - 第26話）（監修：椋尾 篁（第1話 - 第26話））                                                                                         |

## 主題曲
日本
| 類別   | 歌曲                                     | 作詞       | 作曲     | 編曲     | 歌手              |
| ------ | ---------------------------------------- | ---------- | -------- | -------- | ----------------- |
| 片頭曲 | 「（月光傳說）」                         | 小田佳奈子 | 小諸鐵也 | 池田大介 | ＤＡＬＩ          |
| 片尾曲 | 「ＨＥＡＲＴ ＭＯＶＩＮＧ」（第1～26集） | 津島義昭   | 佐藤和郎 | 佐藤和郎 | 高松美砂繪        |
| 片尾曲 | 「（月亮的公主）」（第27～46集）         | 武內直子   |          |          | 橋本潮 コーラス： |

香港
| 類別   | 歌曲                        | 填詞   | 作曲   | 主唱                   |
| ------ | --------------------------- | ------ | ------ | ---------------------- |
| 片頭曲 | 「美少女戰士」              | 向雪懷 | 黃尚偉 | 周慧敏、王馨平、湯寶如 |
| 片尾曲 | 「Ｈｅａｒｔ Ｍｏｖｉｎｇ」 |        |        | 高松美砂繪             |
| 片尾曲 | 「（月亮的公主）」          |        |        | 橋本潮、               |

## 各話列表
| 話數 | 日文標題 | 中文標題(括号内为辽艺国语版翻译)                         | TVB標題                   | 腳本       | （分鏡） 演出           | 作畫監督          | 美術     |
| ---- | -------- | -------------------------------------------------------- | ------------------------- | ---------- | ----------------------- | ----------------- | -------- |
| 1    |          | 愛哭鬼小兔的華麗變身（华丽变身）                         | --                        | 富田祐弘   | 佐藤順一                | 松下浩美          | 鹿野良行 |
| 2    |          | 我要懲罰你！占卜小屋是妖魔之館（捣毁算命老窝）           | --                        | 柳川 茂    | 吉沢孝男                | 松本勝次          | 鹿野良行 |
| 3    |          | 謎樣嗜睡症，守護少女的戀愛之心（罪恶阴谋）               | --                        | 隅沢克之   | 竹之内和久              | 夏目久仁彦        | 大河内稔 |
| 4    |          | 讓小兔來告訴你！減肥妙方（苗条法）                       | --                        | 富田祐弘   | 小坂春女                | 松本 清           | 鹿野良行 |
| 5    |          | 妖魔的香氣！盜愛香奈拉（神奇的小灰兔）                   | --                        | 柳川 茂    | 遠藤勇二                | 伊藤郁子          | 田尻健一 |
| 6    |          | 守護戀曲！小兔化身邱比特（音乐声波）                     | --                        | 隅沢克之   | 幾原邦彦                | 只野和子          | 鹿野良行 |
| 7    |          | 小兔反省中！大明星之路崎嶇難行（明星之路）               | --                        | 柳川 茂    | 吉沢孝男                | 松本勝次          | 大河内稔 |
| 8    |          | 天才少女是妖魔？恐怖的洗腦補習班（恐怖的洗脑）           | --                        | 富田祐弘   | 佐藤順一                | 夏目久仁彦        | 田尻健一 |
| 9    |          | 小兔的災難！小心趕時間時鐘（时间快钟）                   | --                        | 隅沢克之   | 小坂春女                | 中村 明           | 橋本和幸 |
| 10   |          | 被詛咒的公車！水手火星登場（水兵火星）                   | --                        | 富田祐弘   | 竹之内和久              | 松本 清           | 鹿野良行 |
| 11   |          | 小兔與小麗大對決？夢幻樂園的惡夢（针锋相对）             | --                        | 柳川 茂    | 幾原邦彦                | 安藤正浩          | 大河内稔 |
| 12   |          | 人家也想要男朋友！豪華郵輪的陷阱（豪华船圈套）           | --                        | 隅沢克之   | 遠藤勇二                | 只野和子          | 田尻健一 |
| 13   |          | 女孩們大團結！傑達特的死期（团结一致）                   | --                        | 富田祐弘   | 小坂春女                | 中村 明           | 橋本和幸 |
| 14   |          | 新的強敵，涅夫萊特的魔之印記（新强敌涅夫萊特）           | --                        | 柳川 茂    | 佐藤順一                | 香川 久           | 鹿野良行 |
| 15   |          | 焦急的小兔！小麗第一次約會（阴谋破产）                   | --                        | 隅沢克之   | 幾原邦彦                | 松本 清           | 大河内稔 |
| 16   |          | 純白婚紗之夢！小兔要當新娘（大赛陷阱）                   | 嫁衣                      | 杉原めぐみ | 竹之内和久              | 安藤正浩          | 田尻健一 |
| 17   |          | 小兔是模特兒？妖魔相機的特寫（妖魔照相机）               | 有妖術嘅相機              | 富田祐弘   | 遠藤勇二                | 只野和子          | 橋本和幸 |
| 18   |          | 進悟的純情！悲傷的法國娃娃（制作玩偶）                   | 悲哀的洋娃娃              | 柳川 茂    | 小坂春女                | 伊藤郁子          | 鹿野良行 |
| 19   |          | 小兔超感動！燕尾服蒙面俠的情書（奇怪的信）               | 我收到情信呀!             | 富田祐弘   | 吉沢孝男                | 中村 明           | 大河内稔 |
| 20   |          | 夏天、大海、青春！另外還有鬼魂哦（神秘旅馆）             | 鬼屋驚魂                  | 杉原めぐみ | 竹之内和久              | 香川 久           | 田尻健一 |
| 21   |          | 守護孩子們的夢想！因動畫而緊緊相繫的友情（动画片制作人） | 畫出彩虹                  | 隅沢克之   | 幾原邦彦                | 只野和子 松下浩美 | 橋本和幸 |
| 22   |          | 月下羅曼史！小兔的初吻（钻石公主）                       | 呢種感覺好熟悉呀!         | 富田祐弘   | 遠藤勇二                | 松本 清           | 鹿野良行 |
| 23   |          | 向流星許願！奈留的純愛（黑水晶）                         | 奈留嘅純情                | 柳川 茂    | 小坂春女                | 安藤正浩          | 鹿野良行 |
| 24   |          | 奈留痛哭！涅夫萊特為愛而死（涅夫莱特之死）               | 羅拉特死咗啦!             | 富田祐弘   | 佐藤順一 五十嵐卓哉     | 伊藤郁子          | 大河内稔 |
| 25   |          | 戀愛中的怪力少女，水手木星（水兵木星）                   | 大力無窮嘅美少女          | 柳川 茂    | 竹之内和久              | 香川久            | 田尻健一 |
| 26   |          | 幫奈留找回笑容！小兔的友情（友谊）                       | 友情                      | 富田祐弘   | 幾原邦彦                | 中村 明           | 橋本和幸 |
| 27   |          | 對亞美的愛戀？！預知未來的少年（新来的伙伴）             | 先知少年                  | 隅沢克之   | 吉沢孝男                | 安藤正浩          | 鹿野良行 |
| 28   |          | 愛之畫，小兔與阿衛近距離接觸？（小兔的心）               | 畫出愛嘅畫                | 杉原めぐみ | 遠藤勇二                | 只野和子          | 大河内稔 |
| 29   |          | 大混亂！亂七八糟的四角關係（出国留学）                   | 我哋發生四角戀愛呀!       | 柳川 茂    | 小坂春女                | 松本 清           | 田尻健一 |
| 30   |          | 爺爺發狂，小麗的危機（遭遇危险）                         | 阿麗嘅危機                | 富田祐弘   | 竹之内和久              | 中村 明           | 橋本和幸 |
| 31   |          | 死纏爛打！露娜最倒楣的一天（露娜的灾难日）               | 露娜今日好倒霉呀!         | 隅沢克之   | 幾原邦彦                | 伊藤郁子          | 鹿野良行 |
| 32   |          | 海野的決心！奈留由我來保護（守护那鲁）                   | 海野今次好有決心呀!       | 柳川 茂    | 吉沢孝男                | 香川 久           | 大河内稔 |
| 33   |          | 最後的水手服戰士，水手金星登場（水兵金星）               | 最後嘅戰士出場呀!         | 杉原めぐみ | 遠藤勇二                | 安藤正浩          | 田尻健一 |
| 34   |          | 閃爍光芒的銀水晶！月亮公主登場（月亮公主）               | 邊個先至係公主呢?         | 隅沢克之   | 小坂春女                | 只野和子          | 橋本和幸 |
| 35   |          | 復甦的記憶！小兔與阿衛的過去（恢复记忆）                 | 過去嘅回憶                | 隅沢克之   | 五十嵐卓哉              | 中村 明           | 鹿野良行 |
| 36   |          | 小兔大混亂！燕尾服蒙面俠是壞蛋？（是敌还是友）           | 原來禮服蒙面俠係敵人嚟㗎! | 富田祐弘   | 幾原邦彦                | 松本 清           | 大河内稔 |
| 37   |          | 目標是成為公主？小兔的特訓（塑造小兔新公主形象）         | 我去參加公主特訓呀!       | 柳川 茂    | 又野弘道                | 伊藤郁子          | 田尻健一 |
| 38   |          | 白雪、高山與友情！當然還有妖魔囉（雪山历险）             | 雪中妖魔                  | 隅沢克之   | 吉沢孝男                | 香川 久           | 橋本和幸 |
| 39   |          | 和妖魔搭檔？！冰上女王真琴（冰上女王）                   | 溜冰場上有兩隻妖魔呀!     | 杉原めぐみ | 竹之内和久              | 只野和子          | 鹿野良行 |
| 40   |          | 傳說中的湖中妖怪！小兔一家人的羈絆（恐怖的传说）         | 傳說中嘅湖妖              | 杉原めぐみ | 小坂春女                | 安藤正浩          | 大河内稔 |
| 41   |          | 再也不逃避戀情！亞美和阿衛大對決（黑暗王国的战士）       | 阿美要同地場衛決戰呀!     | 隅沢克之   | 遠藤勇二                | 中村 明           | 田尻健一 |
| 42   |          | 水手金星的過去，美奈子的悲戀（伤心的往事）               | 美奈子嘅往事              | 富田祐弘   | 五十嵐卓哉              | 松本 清           | 橋本和幸 |
| 43   |          | 小兔被排擠？水手服戰士們鬧翻了（讨厌的记者）             | 美少女戰士內訌呀!         | 柳川 茂    | 竹之内和久              | 爲我井克美        | 鹿野良行 |
| 44   |          | 小兔覺醒！過去的訊息（小兔的觉醒）                       | 過往嘅片段                | 富田祐弘   | 吉沢孝男                | 香川 久           | 大河内稔 |
| 45   |          | 水手服戰士之死！悲壯的最終戰役（悲壮的决战）             | 慘烈嘅決戰                | 柳川 茂    | （佐藤順一） 宇田鋼之介 | 伊藤郁子          | 田尻健一 |
| 46   |          | 小兔永恆的思念！新的轉生（永远的新生）                   | 新嘅轉生                  | 富田祐弘   | 幾原邦彦                | 只野和子          | 橋本和幸 |

## 播放電視台
| 地區 | 播放電視台 | 播放日期                     | 播放時間（UTC+8） | 所屬聯播網 | 備註 |
| ---- | ---------- | ---------------------------- | ----------------- | ---------- | --- |
| 台灣 | 華視       | 1995年5月31日－1996年5月22日 | 待查              | 衛星電視   | |
| 香港 | 無綫電視   | 1994年7月8日－9月9日         | 下午5:30-6:00     |            | 在香港獲得收視佳績，罕見地以下午5:30動畫時段成為收視冠軍，收視率更曾達到當時黃金時段劇集也不易企及的39點。 |

## 註解
1. ↑  2010年無綫電視J2重播時，《美少女戰士》remix版本由Hotcha主唱，歌詞有少量更改

## 外部連結
- 互联网电影数据库（IMDb）上《美少女戰士》的资料（英文）